# Tsvetnoj boulevard

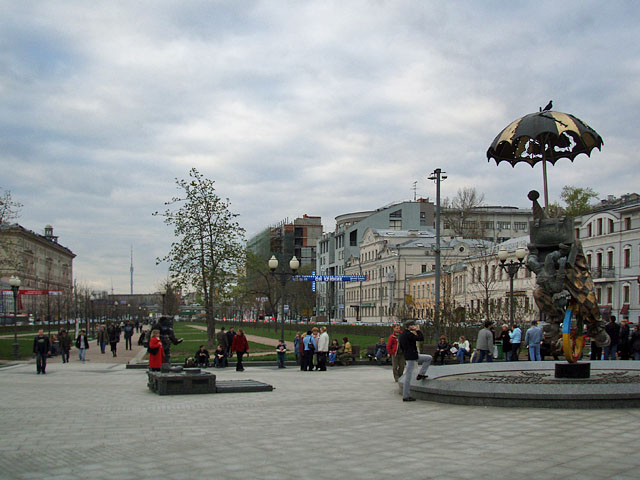
Tsvetnoj boulevard

Tsvetnoj boulevard (ryska: Цветной бульвар, Tsvetnoj bulvar, Blomsterboulevarden) är en boulevard i centrala Moskva. Gatan går i nord-sydlig riktning från Petrovskijboulevarden och Rozjdestvenskijboulevarden till Trädgårdsringen i norr.
Boulevarden anlades 1830 och hette ursprungligen Trubnyj-boulevarden. 1851 fick den sitt nuvarande namn från en stor blomstermarknad, som fanns här på 1800-talet.
En sevärdhet som finns längs boulevarden är Cirkus Moskva. Gatan har även gett namn åt tunnelbanestationen Tsvetnoj Bulvar på Serpuchovsko-Timirjazevskaja-linjen.